# Ерик Гордиљо
Ерик Освалдо Гордиљо Гузман (шп. Erick Oswaldo Gordillo Guzman; 5. октобар 1999) гватемалски је пливач чија специјалност су трке мешовитим стилом на 200 и 400 метара.

## Спортска каријера
Гордиљо је на међународној сцени дебитовао током 2018. године на светском првенству у малим базенима у Кини где је наступио у тркама на 200 леђно (33. место) и 400 мешовито (29. место). У фебруару наредне године, као младом и перспективном пливачу, додељена му је једногодишња стипендија ФИНА на основу које је имао обезбеђене тренинге на Spire Institute Academy у америчком Охају.
На светским првенствима у великим базенима дебитовао је у Квангџуу 2019. где се такмичио у тркама на 200 леђно (38. место уз лични рекорд од 2:05,53 минута) и 400 мешовито (29. место). Две недеље касније по први пут је наступио и на Панамеричким играма, а у Лими 2019. се такмичио у три дисциплине — 200 леђно (11. место), 200 мешовито (10. место) и 400 мешовито (7. место). 